# Mayriella hackeri
Mayriella hackeri är en myrart som beskrevs av Wheeler 1935. Mayriella hackeri ingår i släktet Mayriella och familjen myror. Inga underarter finns listade i Catalogue of Life.